# Агишевы
Агишевы — древний дворянский род, происходящий от татарских мурз.
Род внесён в дворянскую родословную книгу Саратовской, Оренбургской и Уфимской губерний.
Родственны мурзам Тюменевым.

## История рода
Род происходит от Агиша Алексея Калитеевского из Казани, упомянут в Пскове (1550). В XVI веке поместья мурз Агишевых располагались в нижнем течении реки Мокша. Кадаш Агишев владел поместьем в Коломенском уезде (1578).
Дети боярские Никита и Иван Агишевы владели поместьями в Казанском уезде (1623). Новокрещённый Пётр Павлович вёрстан новичным окладом по Боровску (1628). В первой половине XVI века Агиш Грязной — посол в Турции и Крыму. Ишмамет Толбаевич владел поместьем в Темниковском уезде. Агиш Фёдор гонец в Англию и Голландию (1667).
В XVII веке Агишевы владели поместьями в Темниковском, Кадомском, Уфимском и Шацком уездах.
Шестнадцать представителей рода владели населёнными имениями (1699).